# Cape Elizabeth
Cape Elizabeth város az USA Maine államában, Cumberland megyében. Lakosainak száma 9535 fő (2020. április 1.).

## Népesség
A település népességének változása:

| 2010 | 9 015 |
| 2020 | 9 535 |